# ГКПП Гюешево
Граничен контролно-пропускателен пункт Гюешево е граничен контролно-пропускателен пункт между България и Северна Македония. Разположен е на пътя София – Скопие, който е част от паневропейски транспортен коридор 8 (Вльора – Тирана – Скопие – София – Бургас – Азия). Намира се край село Гюешево, на около 22 километра западно от град Кюстендил и 22 километра източно от град Крива паланка.
ГКПП Гюешево е разположен в местността Деве баир – турско име, буквално преведено „хълм на камили“. Мястото е получило името си поради формата си като гърбица на двугърба камила. Местността се нарича още Рамна Нива.